# 도널드의 운 좋은 날
도널드의 운 좋은 날(Donald's Lucky Day)은 미국에서 제작된 잭 킹 감독의 1939년 가족, 애니메이션, 코미디 영화이다. 클로렌스 내쉬 등이 주연으로 출연하였고 월트 디즈니 등이 제작에 참여하였다.

## 출연

### 주연
- 클로렌스 내쉬